# Catostomus clarkii
Catostomus clarkii е вид лъчеперка от семейство Catostomidae. Видът не е застрашен от изчезване.

## Разпространение
Разпространен е в Мексико и САЩ.

## Описание
На дължина достигат до 33 cm.
Популацията на вида е стабилна.